# غریب‌آباد ایتک
غریب‌آباد ایتک روستایی در دهستان سرباز بخش مرکزی شهرستان سرباز استان سیستان و بلوچستان ایران است.

## جمعیت
بر پایه سرشماری عمومی نفوس و مسکن در سال ۱۳۹۵ جمعیت این روستا ۱۶۶ نفر (۳۹خانوار) بوده‌است.